# Čierna voda (přítok Malého Dunaje)
Čierna voda je 113 km dlouhá nížinná řeka na jižním Slovensku. Pramení v Malých Karpatech pod Malým Javorníkem západně od Svätého Jura. V Podunajské nížině vytváří četné meandry, slepá ramena a hlavní tok protíná množství vodních kanálů. V obci Tomášikovo se vlévá do Malého Dunaje.

## Charakteristika
U obce Čierna Voda se odděluje rameno Stará Čierna voda, které cestou přibírá Salibský Dudváh a severozápadně od Kolárova ústí do Malého Dunaje. Nejvýznamnějším přítokem Čierne vody je levostranný Stoličný potok. U Svätýho Jura protéká přes národní přírodní rezervaci Šúr, nížinné slatiniště a významné hnízdiště ptactva, které je chráněno Ramsarskou dohodou.

## Obce
Postupně protéká těmito obcemi:
- Svätý Jur
- Bernolákovo
- Nová Dedinka
- Tureň
- Kráľová pri Senci
- Čierna Voda
- Vozokany
- Tomášikovo
- Kráľov Brod
- Dolný Chotár